# Agaue lubrica
Agaue lubrica is een mijtensoort uit de familie van de Halacaridae. De wetenschappelijke naam van de soort is voor het eerst geldig gepubliceerd in 2008 door Bartsch.